# لابورس
لابورس (بالفرنسية: Labourse)‏ هي بلدية تقع في إقليم باد كاليه من منطقة نور با دو كاليه في شمال فرنسا. تبلغ مساحة هذه المدينة 4.7 (كم²)، وترتفع عن سطح البحر 25 م، يبلغ عدد سكانها 2190 نسمة حسب إحصاء المعهد الوطني للإحصاء والدراسات الاقتصادية سنة 2009 م. وترأس François Dobrowolski البلدية خلال فترة (2008-2014).